# Dopefish
Dopefish — вымышленная рыба, придуманная Томом Холлом и впервые встречающаяся в игре Commander Keen 4 1991 года. Этот компьютерный персонаж стал одной из долгоживущих игровых шуток, встречающийся в качестве «пасхального яйца» во многих не связанных друг с другом играх, начиная с Wacky Wheels (1994) и заканчивая Deus Ex: Human Revolution (2011) и RAGE (2011).
Dopefish представляет собой зелёную рыбу с парой больших выступающих передних верхних зубов. В Commander Keen она описывается как «второе из самых глупых созданий во вселенной» (отсылка на Прожорного Заглотозавера с Трааля из «Автостопом по галактике», описываемого Путеводителем как самое глупое создание во вселенной), которая только и делает, что «плавает, плавает и жрёт». Она ест всё, что движется, однако отдаёт явное предпочтение различным героям, к которым относится и Коммандер Кин. Позднее Холл придумал для неё латинское обозначение: Piscis swimeatus.
Веб-мастер Apogee Джой Сиеглер, будучи фанатом рыбы, создал посвящённый ей сайт, на котором собирает все упоминания о Dopefish в играх и реальной жизни.